# エメリー・ワールドワイド

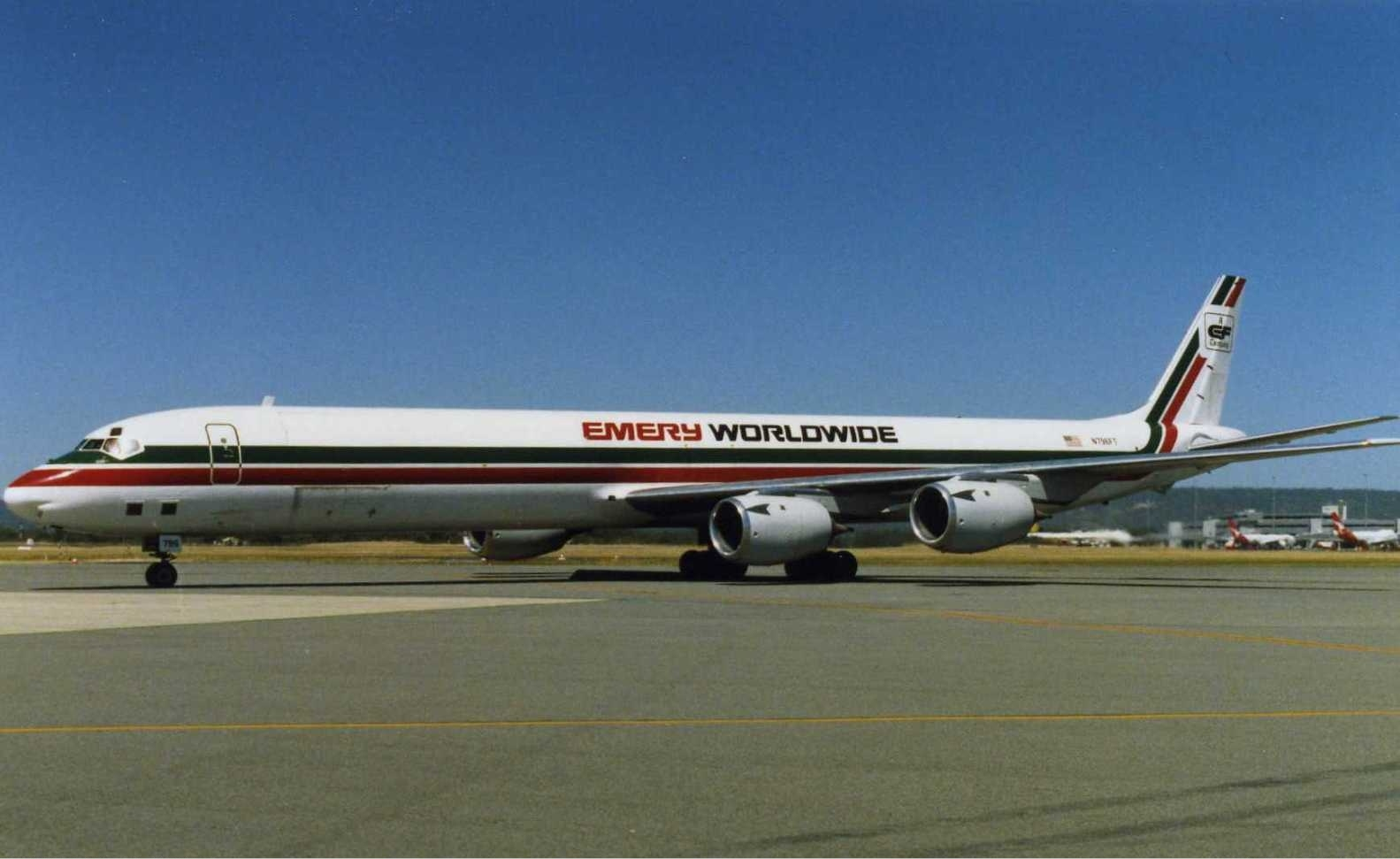
パース空港でのエメリー・ワールドワイドのDC-8 (1990年代初頭)

エメリー・ワールドワイド（英語: Emery Worldwide）とは、かつて存在した世界有数の貨物航空会社であり、カリフォルニア州レッドウッドシティに拠点を置いていた。

## 歴史

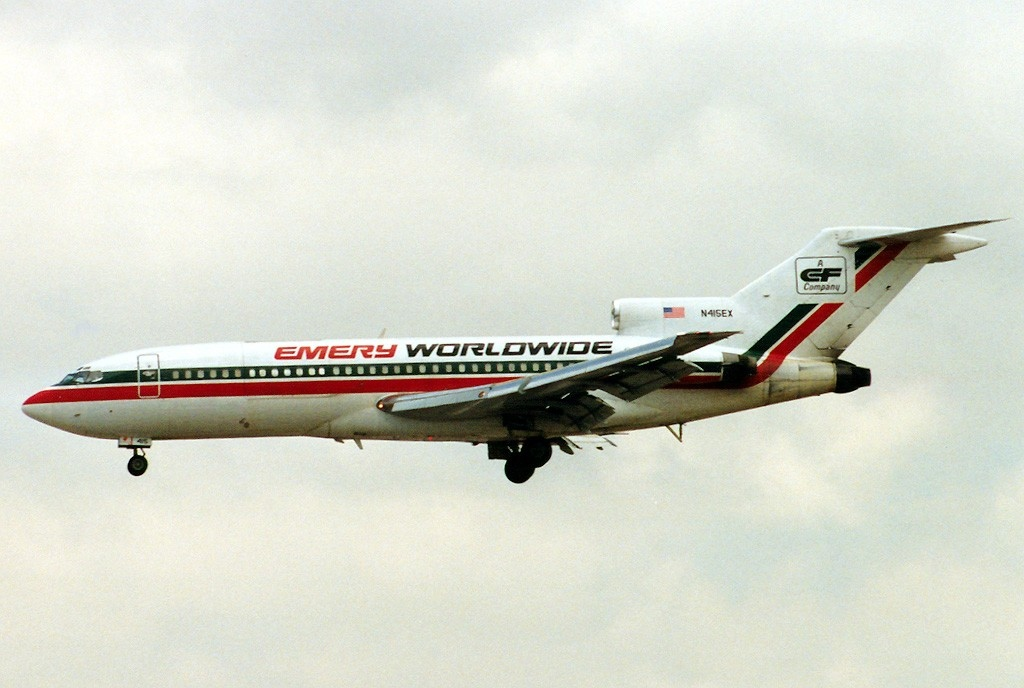
ボーイング727-51C

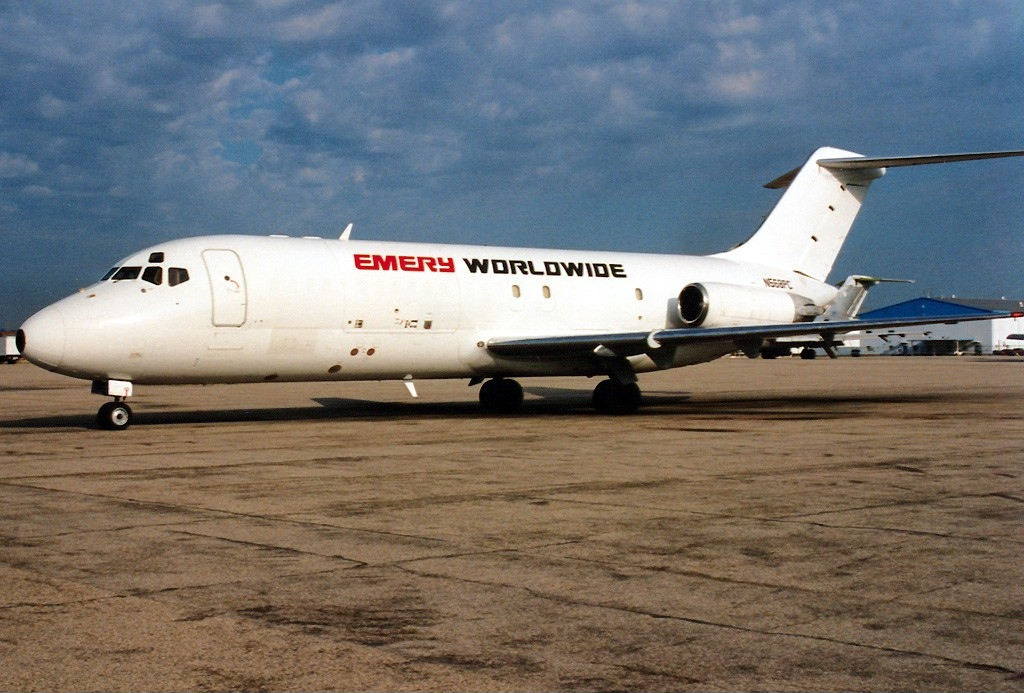
ダグラス DC-9-15

航空会社は1946年に設立し、貨物航空会社としては初のアメリカ政府から運航証明書を取得した航空会社だった。それから40年間もの間はアメリカ最大規模の貨物航空会社となった。
2001年8月13日、エメリー・ワールドワイドは航空機のメンテナンスが疎かだったことを理由に、保有する全機材を運航停止処分とした。2001年12月5日、航空会社が正式に運航停止を発表し、運送業務のすべてが他の航空会社へ委託された。

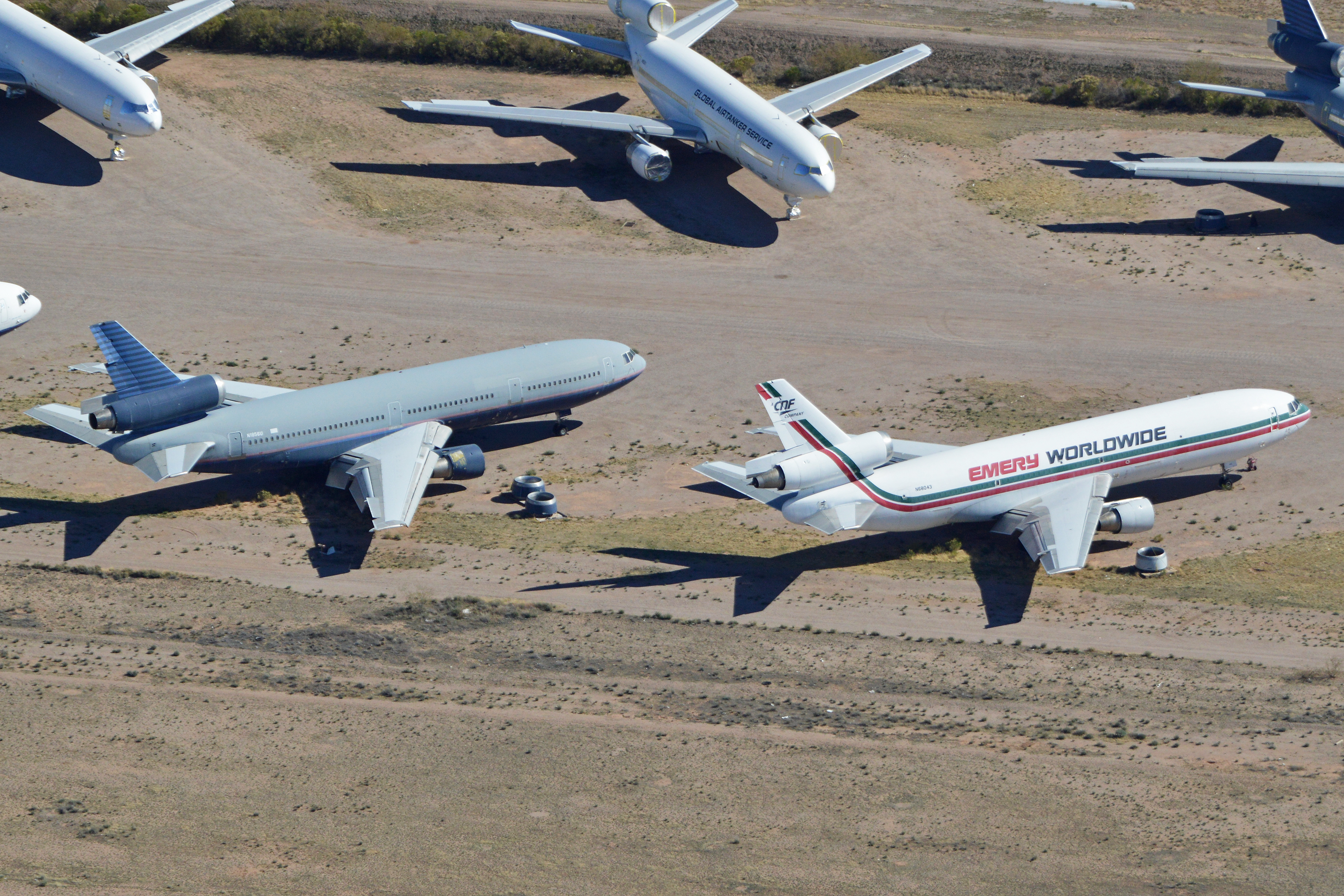
運航停止後、ストアにおかれたDC-10（右側）

2004年、UPS航空がエメリー・ワールドワイドの後継会社であるメンロ・ワールドワイド・フォワーディングを買収。
現在、 UPSはエメリー・ワールドワイドというブランド名を使用して、 UPSサプライチェーン ソリューションというマーケットを立ち上げている。

## 事故
- 1977年3月28日、ダグラス C-47A (便名不明、機体記号：N57131)がオヘア国際空港でタキシング中に機内火災が発生[5]。
- 1996年12月9日、ダグラス C-47A (便名不明、機体記号：N75142)がボイシ空港へ着陸する直前に墜落し、乗員全員が死亡した。事故機は離陸する際に右エンジンから出火したため、ボイシ空港へ引き返そうとしていた[6]。
- 2000年2月16日、サクラメント発デイトン行きのエメリー・ワールドワイド17便 (使用機材：DC-8-71F、機体記号：N8079U)がサクラメント・マザー空港を離陸後に墜落。乗員全員が死亡した[7]。
- 2001年4月26日、DC-8-71 (便名不明、機体記号：N8076U)がナッシュビル国際空港へ着陸した際、左側の着陸装置のみが格納され機体が損傷したが、乗員3名に怪我はなかった。事故調査の結果、着陸装置のメンテナンスが不適切だったために起こった事故だった[8]。